# Singaporenoveller
Singaporenoveller er en novellesamling af Johannes V. Jensen. 
Samlingen indeholder blot tre noveller: Kulien, Arabella og første del af novellen Moderen.
Samlingen blev første gang udgivet af Gyldendalsk Boghandel Nordisk Forlag i november 1907.
En digitalisering af denne udgave er tilgængelig fra Johannes V. Jensen Forums hjemmeside.
En e-bogsudgave kom til i 2016.